# FC Sevilla (Frauenfußball)
Die Frauenfußballabteilung des FC Sevilla aus Spanien besteht seit 2008.

## Geschichte
Die Frauenabteilung des FC Sevilla wurde 2008 gegründet. Zuvor hatte der Verein ab 2004 mit dem eigenständigen Verein CD Híspalis kooperiert, der viele Jahre in der Primera División antrat, bis er 2007/08 abstieg. Daraufhin gründete der FC Sevilla eine eigene Frauenfußballmannschaft, die auf regionalem Niveau startete. Zur Saison 2009/10 wurde Sevilla in die höchste Spielklasse eingeladen.

## Erfolge
| Andalusischer Pokal | (2×): | 2022, 2023 |

## Saisonbilanzen
| Saison  | Liga     | Platz.    | Copa de la Reina |
| ------- | -------- | --------- | ---------------- |
| 2008/09 | Regional | 1. Platz  |                  |
| 2009/10 | 1ª       | 11. Platz | Achtelfinale     |
| 2010/11 | 1ª       | 18. Platz |                  |
| 2011/12 | 2ª       | 1. Platz  |                  |
| 2012/13 | 1ª       | 12. Platz |                  |
| 2013/14 | 1ª       | 14. Platz |                  |
| 2014/15 | 1ª       | 16. Platz |                  |
| 2015/16 | 2ª       | 3. Platz  |                  |
| 2016/17 | 2ª       | 1. Platz  |                  |
| 2017/18 | 1ª       | 12. Platz |                  |
| 2018/19 | 1ª       | 10. Platz | Halbfinale       |